# Бланкар, Амабль Ги
Амабль Ги Бланкар (фр. Amable Guy Blancard; 1774—1853) — французский военный деятель, генерал-лейтенант (1835 год), барон (1810 год), участник революционных и наполеоновских войн. Отчим Поля Эжена Бонту.

## Биография
Родился в семье будущего депутата Генеральных штатов Ги Бланкара (нем. Guy Blancard; 1743—1816) и его супруги Жанны Дессуда (нем. Jeanne Dessoudas). Получил отличное образование.
15 сентября 1791 года записался на военную службу в Королевский кавалерийский Русийонский полк (будущий 11-й кавалерийский). С началом Революционных войн сражался в рядах Северной армии. Отличился 4 апреля 1792 года при Омбуре, где во главе 15 кавалеристов отбил знамёна своего полка, захваченные австрийскими гусарами Вурмзера.
В дальнейшем служил в рядах Рейнской, Дунайской и Итальянской армий. Отличился в бою 10 августа 1799 года при Марино в окрестностях Рима, где во главе 30 всадников атаковал крупный отряд неаполитанцев и захватил два орудия, причём был тяжело ранен картечью в правую руку.
31 января 1804 года с чином капитана зачислен в полк конных гренадер Консульской гвардии. 5 сентября 1805 года возглавил эскадрон в данном полку. Отличился в сражении при Аустерлице.
25 января 1807 года произведён в полковники, и стал командиром 2-го карабинерского полка. Во главе этого элитного полка прошёл кампании Наполеона с 1807 по 1813 годы. Отличился в сражениях при Фридланде, Регенсбурге и Ваграме. Проявил себя с самой лучшей стороны при Бородино, где был ранен. При Винково под Бланкаром была убита лошадь, а сам он получил пулевое ранение.
28 сентября 1813 года получил звание бригадного генерала, и 2 декабря 1813 года стал во главе 1-й бригады 2-й дивизии тяжёлой кавалерии. Участвовал в обороне Парижа.
После первой Реставрации оставался с 1 сентября 1814 года без служебного назначения. Во время «Ста дней» вновь присоединился к Императору и 22 апреля был назначен командиром 1-й карабинерской бригады 12-й кавалерийской дивизии Северной армии. Был ранен в сражении при Ватерлоо.
При второй Реставрации был определён в резерв и 1 января 1825 года вышел в отставку. 4 декабря 1830 года вернулся к активной службе. 31 декабря 1835 года произведён в генерал-лейтенанты. 31 января 1840 года был определён в резерв и 26 декабря 1852 года окончательно вышел в отставку.

## Воинские звания
- Младший лейтенант (15 сентября 1791 года);
- Лейтенант (5 октября 1793 года);
- Капитан (6 апреля 1800 года);
- Капитан гвардии (31 января 1804 года);
- Командир эскадрона гвардии (5 сентября 1805 года);
- Полковник (25 января 1807 года);
- Бригадный генерал (28 сентября 1813 года);
- Генерал-лейтенант (31 декабря 1835 года).

## Титулы

- Барон Бланкар и Империи (фр. baron Blancard et de l'Empire; декрет от 19 марта 1808 года, патент подтверждён 17 мая 1810 года в Генте)[1].

## Награды
Легионер ордена Почётного легиона (24 сентября 1803 года)
 Офицер ордена Почётного легиона (14 июня 1804 года)
 Коммандан ордена Почётного легиона (16 ноября 1832 года)
 Кавалер военного ордена Святого Людовика (29 июля 1814 года)
- Почётная сабля (25 декабря 1802 года)